# Burkutî, Hola Prîstan
Burkutî (în ucraineană Буркути) este un sat în comuna Mali Kopani din raionul Hola Prîstan, regiunea Herson, Ucraina.

## Demografie
Componența lingvistică a localității Burkutî
     Ucraineană (84,85%)
     Rusă (12,12%)
     Belarusă (3,03%)
Conform recensământului din 2001, majoritatea populației localității Burkutî era vorbitoare de ucraineană (84,85%), existând în minoritate și vorbitori de rusă (12,12%) și belarusă (3,03%).